# Javier Villafañe
Javier Villafañe (Buenos Aires, 24 de junio de 1909-Buenos Aires, 1 de abril de 1996) fue un titiritero, poeta y narrador argentino.

## Biografía
De adolescente solía concurrir al teatro del barrio de La Boca, como espectador del teatro de los pupi sicilianos, creado y dirigido por el matrimonio de Sebastián Terranova y Carolina Ligotti, originarios de esa isla italiana, de los que se hizo amigo. El 26 de junio de 1933 construyó su títere-presentador de todas sus obras, Maese Trotamundos, que daría origen a un legendario personaje que es parte de muchos de sus libros. 
Con su carreta La Andariega  recorrió, en principio, junto a su amigo, Juan Pedro Ramos, Argentina y también Chile, Bolivia, Paraguay, Uruguay y Venezuela. El Teatro de Títeres La Andariega surgió después de que, desde el balcón de su casa, vieron a un joven viajando detrás de una carreta, cara al cielo, por lo que decidieron comprar una jardinera y un caballo. 
La primera función de títeres fue en un baldío del barrio de Belgrano, el 22 de octubre de 1935. Mientras viajaba, enseñaba a los niños de las escuelas a construir sus propios títeres a partir de una calabaza, con la técnica de papel maché y cartapesta; a su vez, se dedicaba a la escritura de poemas, cuentos y obras de títeres que representaba, recogiendo también dibujos de niños para ilustrar sus cuentos.  Las escenografías de sus obras eran realizadas por artistas plásticos como Emilio Petorutti, Antonio Berni o Elba Fábregas. En una oportunidad, durante el año 1940, vivió en la barca de un amigo alemán, llamado Carolus  de la ciudad de Gualeguaychú (Entre Ríos, Argentina) barca a la que llamaron "La andariega del río".  En 1940 recibió una beca de la Comisión Nacional de Cultura para "divulgar la actividad titiritera"...
En Venezuela vivió después de que, en 1967, su libro Don Juan el Zorro  fuera objetado y retirado de circulación por la dictadura militar imperante en Argentina, por lo cual debió exiliarse. Retornó a su país en 1984, y recibió numerosos premios entre los que se incluyen dos Premios Konex de Platino en 1984 y 1991 y un Premio Konex. Diploma al Mérito en 1994.

## Libros publicados[7]
- El figón del palillero, en colaboración con Juan Pedro Ramos, Bs. As, Editorial Colombo, (1934)
- Títeres de la Andariega, Seis obras para títeres. Ilustraciones de José Luis Lanuza, Edición Asociación Ameghino, (1936)

- Una ronda, un cuento y un acto para títeres, Bs. As., Ediciones El Gallo Pinto(1938).
- Coplas, poemas y canciones, Bs. As., Ediciones El Gallo Pinto, (1938). (Premio Municipal de Poesía).
- Títeres, Editorial Nova, (1943)
- Teatro de títeres, Bs. As.,Editorial Titirimundo (1943)
- Los niños y los títeres (obras de títeres, poemas y cartas de niños), Editorial Titirimundo (1944)
- El gallo pinto, (Ilustrado por niños con xilografías realizadas por ellos mismos, en el taller de grabador Miguel Ángel Elgarte) Universidad de La Plata (1944), reeditado por Huarpes (1947), Colombo (1965), Editorial Hachette (1978)
- Libro de cuentos y leyendas, ilustrado por niños, la Plata, Universidad Nacional de La Plata,  (1945)
- De puerta en puerta, Bs. As, Editorial Raigal (1956)
- Historias de pájaros (relatos), Bs. As., Emecé Editores (1957)
- Atá el hilo y empezá de nuevo (poesía). Bs. As., Editorial Losada (1960)
- Don Juan El Zorro, Vida y meditaciones de un pícaro, Bs. As., Claridad (1963)
- Los sueños del sapo, (ilustrado por niños) Editorial Hachette (1963).
- El gran paraguas (poesía). Bs. As., La Rosa Blindada (1965)
- La cucaracha, Bs. As., Editorial Hachette (1967)
- Cuentos con pájaros, Bs. As., Editorial Hachette (1967)
- La Jaula, Caracas, Editorial Monte Ávila (1970).
- Los cuentos que me contaron (94 cuentos escritos por niños), Caracas, Universidad de los Andes (1970).
- Maese Trotamundos por el camino de Don Quijote, Barcelona, Editorial Seix Barral (1983).
- Los cuentos que me contaron por el camino de Don Quijote, Caracas, Alfadil, LAIA (1967)
- La gallina que se volvió serpiente y otros cuentos que me contaron, Talleres de Títeres. Diagramación, ilustraciones y portada de Lucrecia Chaves, Venezuela, Universidad de los Andes (1977)
- El caballo celoso, Ilustraciones de Hugo Soubielle, Los libros del Sudeste, General Roca (1985)
- El juego del gallo ciego, Ilustraciones de Rosa M. González, Bs. As., Ediciones Colihue, Colección El pajarito remendado, (1989)
- Recuerdo de un nacimiento, Ilustraciones de Nicolás Rubió, Bs. As., Editorial Sudamericana (1990)
- Los cuentos que me contaron por los caminos de Aragón, Ilustraciones por niños, Zaragoza, Cultural Caracola, Colección La guerra de los botones (1990)
- Los ancianos y las apuestas, Bs. As., Editorial Sudamericana (1990)
- Poesía, Bs. As., Editorial Contrapunto (1990)
- El hombre que debía adivinarle la edad al Diablo, Ilustraciones de Delia Contarbio, Bs. As., Editorial Sudamericana, Colección Pan Flauta (1991)
- Paseo con difuntos, Bs. As, Emecé Editores (1991)[8]
- Historiacuentopoema, Bs. As., Ediciones Colihue (1991)
- Circulen, caballeros, circulen. Bs. As, Editorial Hachette, Ediciones del Cronopio Azul, Colección Libros del Fondo Blanco (1995).[9]

## Premios y distinciones
- Premio Municipal de Poesía, Municipalidad de la Ciudad de Buenos Aires, 1934.

- Faja de Honor de la SADE (Sociedad Argentina de Escritores), 1946.
- Premio Municipal de Prosa, Municipalidad de la Ciudad de Buenos Aires, 1954.
- Concurso de Cuentos infantiles de Editorial Kraft. Buenos Aires, 1954.
- Premio Fondo Nacional de las Artes, en Prosa. Argentina, Secretaría de Cultura de la Nación, 1957.
- Premio de Honor de Literatura. Primer Premio en el Certamen Literario de la Municipalidad de Buenos Aires, 1958.
- Premio Fondo Nacional de las Artes, en Poesía. Argentina, Secretaría de Cultura de la Nación, Argentina, 1964.
- Premio al mejor espectáculo en el Festival Internacional de Teatro para niños de Necochea (provincia de Buenos Aires), 1965.
- Premio de Literatura Infantil del Banco del Libro. Caracas, Venezuela, 1970.
- Premio Ollantay, del Centro de Estudios Latinoamericanos y de Investigación Teatral (CELCIT). Caracas, Venezuela, 1980.
- Premio Konex de Platino (Letras). Buenos Aires, Fundación Konex, 1984.
- Plaqueta Glorias de la Cultura Nacional. Municipalidad de la Ciudad de Buenos Aires, 1984.
- Premio Austral Infantil, en prosa e ilustración, Madrid, Editorial Espasa Calpe, 1985.
- Primer Premio Nacional de Literatura Infantil, producción 1982-1985. Argentina, Secretaría de Cultura de la Nación, 1986.
- Gran Premio Fondo Nacional de las Artes (Ciclo 1988). Argentina, Secretaría de Cultura de la Nación, 1988.
- Miembro Honorario de la Unión Internacional de la Marioneta (UNIMA), por decisión del Congreso Mundial de UNIMA, realizado en Japón en 1988.
- Premio Mecenas de la revista ¿Qué hacemos?. Buenos Aires, 1989.
- Mención extraordinaria por su aporte a la literatura infantil argentina, otorgada por la Asociación de Literatura Infantil y Juvenil de la Argentina (ALIJA), 1991.